# Militärflugplatz Camp Mackall

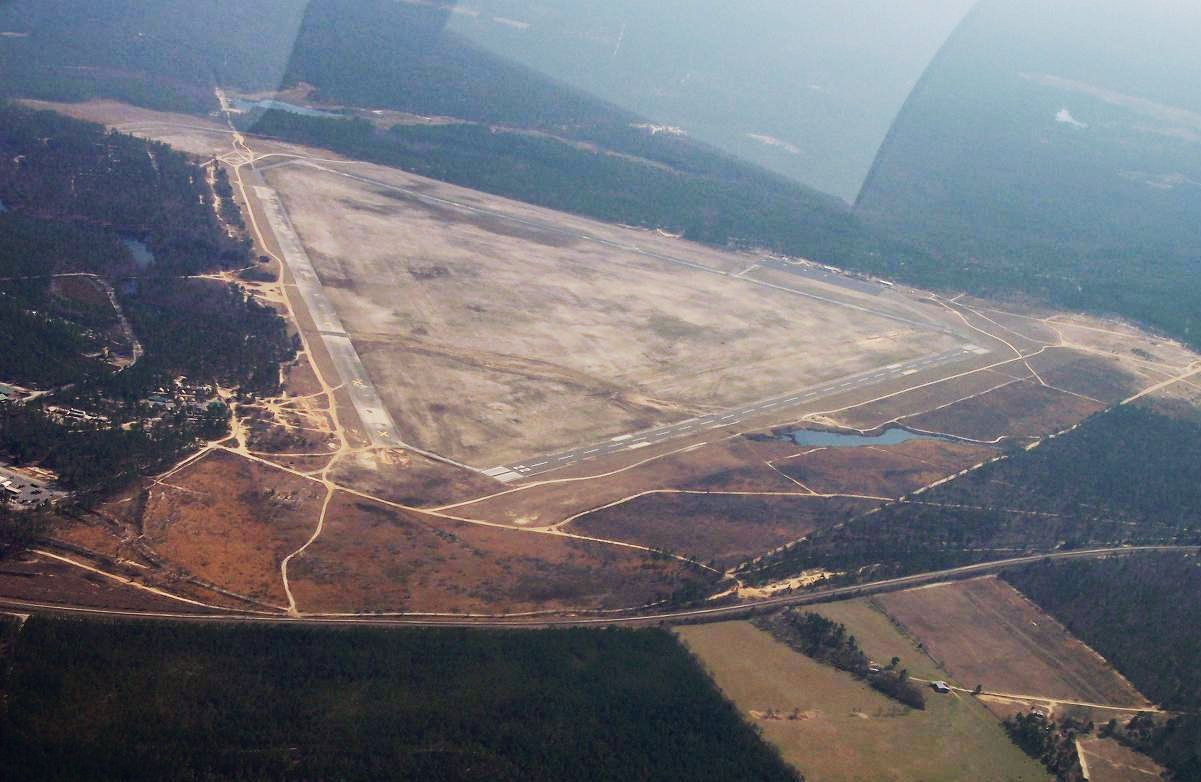
Camp Mackall aus der Luft

Camp Mackall ist ein Flugplatz (Army Airfield) und eine Ausbildungseinrichtung der US Army westlich von Fort Bragg im US-Bundesstaat North Carolina, dem Hauptquartier des XVIII Airborne Corps, der 82. US-Luftlandedivision, des US Army Special Operations Command (USASOC) und der Special Forces.
Der Stützpunkt dient primär der Auswahl und Ausbildung der Special Forces und dem SERE-Training sämtlicher Sondereinsatzverbände der Army. Organisatorisch gehört er zu Fort Bragg.

## Name
Am 8. Februar 1943 erhielt der Stützpunkt General Order Number 6 den Namen Camp Mackall, zu Ehren von Private John Thomas (Tommy) Mackall, der als Fallschirmjäger des 503rd Parachute Infantry Regimentes während der Operation Torch, der alliierten Invasion in Nordafrika 1942, von einem französischen Jagdflugzeug tödlich verwundet wurde.

## Einrichtungen
Die Colonel Nick Rowe Special Forces Training Facility (dt. „Oberst-Nick-Rowe-Sondereinsatzkräfte-Trainingseinrichtung“) führt das Auswahl- und Qualifizierungsverfahren der Special Forces, den 24-tägigen Special Forces Assessment and Selection Course (dt. „Sondereinsatzkräfte Besetzungs- und Auswahlkurs“), den nachfolgenden Special Forces Qualification Course („Q Course“) und das SERE-Training sowie diverse weitere Ausbildungsverfahren durch.
Die Hindernisbahn gilt als die anspruchsvollste Trainingseinrichtung dieser Art innerhalb der Army und wird umgangssprachlich nur Nasty Nick genannt.

## Zwischenfälle
- Am 29. Oktober 1943 fiel an einer Douglas DC-3/C-47A-15-DL der United States Army Air Forces (USAAF) (Luftfahrzeugkennzeichen 42-23391) während einer nächtlichen Fallschirmjäger-Absetzübung das Triebwerk Nr. 1 (links) aus. Beim Versuch, wegen eines zu hohen Anflugs auf den Militärflugplatz Camp Mackall durchzustarten kam es zu einem teilweisen Strömungsabriss, die linke Tragflächenspitze schlug in die Baumkronen ein und das Flugzeug drehte sich in den Boden. Von den 20 Insassen kamen 14 ums Leben, vier Besatzungsmitglieder und 10 Passagiere.[2]

- Am 24. September 1944 wurde eine Douglas DC-3/C-47A-30-DL der United States Army Air Forces (USAAF) (42-23783) während einer Abwurfübung in einer Formation von 6 Maschinen durch ein Fallschirm-Lastenbündel eines der anderen Flugzeuge am rechten Querruder getroffen. Die Maschine geriet in unkontrollierbare Rollbewegungen und schließlich ins Trudeln. Beim Aufschlag 9 Kilometer westlich vom Militärflugplatz Camp Mackall fing sie sofort Feuer. Alle 12 Insassen, vier Besatzungsmitglieder und 8 Passagiere kamen ums Leben.[3]